# Böste läge
Böste läge is een plaats in de gemeente Trelleborg in het Zweedse landschap Skåne en de provincie Skåne län. De plaats heeft 114 inwoners (2005) en een oppervlakte van 20 hectare.